# Bibliothèque Carnegie de Washington, D. C.
La bibliothèque Carnegie de Washington D. C. est située dans le quartier de Mount Vernon Square (en). Sa réalisation fut financée par l'entrepreneur Andrew Carnegie. Conçue par la firme de New York Ackerman & Ross dans le style Beaux-Arts, elle a été inaugurée le 7 janvier 1903.
Ce fut la première bibliothèque Carnegie à Washington et elle fut la première bibliothèque publique.
Elle a servi de bibliothèque publique centrale pour Washington durant près de 70 ans. La bibliothèque centrale a ensuite été relocalisée à la bibliothèque du mémorial Martin Luther King Jr.. Après avoir été fermée pendant dix ans, elle a été rénovée dans le cadre de l'Université du District de Columbia. Actuellement , elle est utilisée par la Société historique de Washington (en) et pour divers événements.